# しまねっとNEWS610
『しまねっとNEWS610』（しまねっとニュースろくいちまる）は、2009年3月30日より島根県内のNHK総合で放送されているNHK松江放送局制作の報道番組（しまねっとシリーズ）である。

## 概要
放送時間
- 平日 18:10 - 18:58（JST、祝日・年末年始は休止）。
  - 祝日は18:45 - 18:59に「さんいんNEWS645」を、年末年始は18:50 - 19:00に拠点の広島放送局から「中国地方のニュース・気象情報」を放送。
  - ゴールデンウィーク・お盆・年末年始の前後は、18:45 - 18:59に「島根県のニュース・気象情報」として放送[1]。

補足
- 2023年5月22日より、NHKプラスの「ご当地プラス（中国エリア）」において見逃し配信を開始した[2][3]。

- 2023年10月10日から10月13日までNHK鳥取放送局の『いろ★ドリ』と同時生放送を行う「さんいんコラボウィーク」がなされ、松江局からは北野が、鳥取局からは土田翼が山陰各地から中継を行った[4]。

## タイムテーブル
- 18:10 ： オープニング。今日のニュース項目。
- 18:12 - 18:20： 島根県内のニュース
- 18:20 - 18:25： NHK浜田報道室から島根県西部（石見地方）のニュース、話題。
- 18:26 - 18:50： 西日本各地の放送局からの取材ニュース・中継、主なコーナー
- 18:50 - 18:52： イベント情報
- 18:53 - 18:58： 全国、島根県内と周辺地域の気象情報 、「しまね写真館」（視聴者からの投稿写真紹介）〜エンディング（松江市内の映像を映しながら）
  - ただし、全国の気象情報は東京・渋谷のNHK放送センターからのネット受けではなく、自局で放送する。

## 主なコーナー
- さんいんTODAY
- しまねスポーツTRY（毎週火曜日）
- ビデオだより（毎週月曜日・木曜日）
- 水曜特集（隔週水曜日）
- 隠岐島通信（隔週水曜日）
- 真・心句道場 〜心に響くあなたの一句（月1回・金曜日）

## 現在の出演者
キャスター
- 近田雄一（隔週）（2025年4月7日 - ）
- 森下桂人（隔週）（2025年3月24日 - ）
- 堤結衣（隔週）（2025年4月14日 - ）
- 長谷川愛実（隔週）（2024年4月1日 - ）

リポーター
- 石原菜月（2023年4月 - ）

気象予報士
- 千田希々花（2025年3月31日 - ）

## 過去の出演者
※特記のない限りキャスター
NHK松江放送局アナウンサー（当時）
- 昼間敬仁（2009年4月 - 2011年3月）
- 横山哲也
- 利根川真也（2011年4月 - 2014年3月）
- 角谷直也（隔週）（2014年3月31日 - 2015年3月20日）
- 酒匂飛翔（隔週）（2014年4月7日 - 2015年3月27日）
- 山口寛明（2015年3月30日 - 2019年3月）
- 澤田拓海（2019年4月 - 2021年3月）
- 中原真吾（隔週）（2021年3月29日 - 2022年4月1日）
- 長谷川史佳（隔週）（2021年4月5日 - 2022年3月25日[注釈 1]）
- 北野剛寛（2022年4月4日 - 2025年3月21日[注釈 2]）

NHK松江放送局契約キャスター（当時）
- 秦まりな（現：山陰放送アナウンサー）（2011年4月 - 2013年3月）
- 佐久川智（2010年4月 - 2014年3月）
- 前田佳子（隔週）（2013年4月 - 2016年4月1日）
- 寺本木綿香（隔週）（2014年3月31日 - 2017年3月）
- 岩﨑愛（隔週）（2015年3月30日 - 2018年3月）
- 髙野祐美（隔週）（2018年4月 - 2019年3月）
- 吉本美咲（隔週）（2017年4月 - 2020年3月）
- 薄井靖代（隔週）（2019年4月 - 2022年3月25日（現：山陰放送アナウンサー）
- 小笠原知恵（隔週）（2021年4月 - 2023年3月）
- 中尾友香（隔週）（2022年4月4日 - 2024年3月22日）
- 斉藤菜緒（隔週）（2023年4月 - 2025年3月21日）
- 永井祥子（浜田報道室）（現：浜田支局）（2011年4月 - 2013年3月）
- 名古田裕子（浜田報道室）（現：浜田支局）（2013年4月 - 2015年3月）
- 山口音々（浜田支局キャスター）（2020年4月6日 - 2024年3月22日）
- 井本千晶（リポーター）
  - 2019年4月 - 2021年3月は浜田報道室（現：浜田支局）
- 高橋琴美（スポーツ）

気象予報士
- 田井杏佳（ウェザーマップ所属、2017年4月 - 2022年4月1日）[注釈 3]
- 福田歩実（オフィス気象キャスター所属、2022年4月4日 - 2025年3月28日）[注釈 4]